# Biskupi i patriarchowie Lizbony
Biskupi Lizbońscy – biskupi diecezjalni patriarchatu Lizbony.

## Biskupi Lizbony
1. św. Potamiusz z Lizbony (II wiek – 356)
2. św. Gens z Lizbony
3. Paweł z Lizbony (589)
4. Goma z Lizbony (610)
5. Wiarik z Lizbony (633, 636, 638)
6. Nefredus (646)
7. Cezarius z Lizbony (656)
8. Teodorik z Lizbony (666)
9. Ara z Lizbony (683)
10. Landericus z Lizbony (688, 693)
11. Ildefons z Lizbony (VIII wiek; wakat pomiędzy 716–1147)
12. Gilbert z Hastings (1147–1163)
13. Álwaro z Lizbony (1164–1184)
14. Soeiro z Lizbony (1185–1210)
15. Soeiro Viegas (1210–1232)
16. Wincenty z Lizbony (1233)
17. Paio Pais (1234)
18. João Falberto (1234)
19. Estêvão Gomes (1234–1237)
20. João z Lizbony (1239–1241)
21. Richard William (1241)
22. Airas Vasques (1241–1258)
23. Mateusz z Lizbony (1258–1282)
24. Estêvão Anes de Vasconcelos (1282–1290)
25. Domingos Anes Jardo (1290–1293)
26. João Martins de Soalhães(1294–1313)
27. Friar Estevão (1313–1322)
28. Gonzalo Pereira (1322–1326)
29. João Afonso de Brito (1326–1342)
30. Vasco Martins (1342–1344)
31. Stefan de la Garde (1344–1348)
32. Tibaud de Castillon (1348–1356)
33. Reginald de Maubernard (1356–1358)
34. Lourenço Rodrigues (1359–1364)
35. Pedro Gomes Barroso (1364–1369)
36. Ferdinand Álvares (1369–1371)
37. Vasco z Lizbony (1371)
38. Agapito Colonna (1371–1378)
39. John de Agoult (1379)
40. Martino z Lizbony (1379–1383)
41. João Guterres (1381–1382),
42. João Anes (1383–1394)

## Arcybiskupi Lizbony
1. João (I) Anes (1394–1402), kardynał
2. João (II) Afonso da Azambuja (1402–1415), kardynał
3. Diogo Álvares de Brito (1418–1422)
4. Pedro de Noroa (1424–1452
5. Luís Koutino (1452–1453)
6. Jaime kardynał z Portugalii (1453–1459)
7. Afonso Nogueira (1459–1464)
8. Jorge kardynał da Costa (1464–1500), kardynał Alpedrina
9. Martinho da Costa (1500–1521)
10. Infant Afonso II kardynał Portugalii (1523–1540)
11. Fernando de Menezes Coutinho e Vasconcelos (1540–1564)
12. Infant Henryk kardynał Portugalii (1564–1570)
13. Jorge de Almeida (1570–1585)
14. Miguel de Castro (1586–1625),
15. Afonso Furtado de Mendonça (1626–1630)
16. João Manuel (1632–1633)
17. Rodrigo da Cunha (1635–1643)
18. António de Mendonça (1670–1675)
19. Luís de Sousa (1675–1702), kardynał
20. João de Sousa (1703–1710)

## Patriarchowie Lizbony
- Tomás de Almeida (1716–1754)
- José Manuel da Câmara (1754–1758)
- Francisco Saldanha (1758–1776)
- Fernando de Sousa e Silva (1779–1786)
- José Francisco Miguel António de Mendonça (1786–1818)
- Carlos da Cunha e Menezes (1819–1825)
- Patrício da Silva (1826–1840)
- Francisco de São Luiz Saraiva (1840–1845)
- Guilherme Henriques de Carvalho (1845–1857)
- Manuel Bento Rodrigues da Silva (1858–1869)
- Inácio do Nascimento Morais Cardoso (1871–1883)
- José Sebastião Neto (1883–1907)
- António Mendes Bello (1907–1929)
- Manuel Gonçalves Cerejeira (1929–1971)
- António Ribeiro (1971–1998)
- José da Cruz Policarpo (1998–2013)
- Manuel Clemente (2013-2023)
- Rui Valério SMM (od 2023)